# Hedevig af Holsten
Hedvig af Holsten (født 1400, død 1436) blev gennem sit ægteskab med Didrik den Lykkelige (1390 – 14. februar 1440) grevinde af Oldenburg.
Hun var datter af Gerhard 6. (ca. 1367 – 4. august 1404) og Elisabeth af Braunschweig, datter af Magnus 2. af Braunschweig. Hedevig var tillige et tiptipoldebarn til Erik Klipping.

## Efterkommere
Med Didrik, med hvem hun blev gift den 23. november 1423, havde hun følgende børn:
- Adelheid (1425 – 1475) – gift med:

1. Ernst 3., Greve af Hohnsten (død 1454) og
2. Gebhard 6. af Mansfeld (død 1492)
- Christian 1. (1426 – 1481), Greve af Oldenburg; Konge af Danmark, Norge og Sverige; Hertug af Slesvig og Holsten
- Moritz 5. (1428 – 1464), Greve af Delmenhorst
- Gerhard den modige (1430 – 1500), Greve af Oldenburg og Delmenhorst

Inden sit ægteskab med Didrik den Lykkelige var Hedevig fra 1417 til 1421 gift med den mecklenburgske fyrste Balthasar af Werle. Ingen børn kendes fra dette ægteskab.